# 新城子镇 (北京市)
新城子镇是中国北京市密云区下辖的一个镇，位于密云县境东北部，紧邻河北省滦平县、承德县和兴隆县。

## 行政区划
新城子镇下辖18个村委会：
新城子镇社区、花园村、大角峪村、曹家路村、蔡家甸村、东沟村、崔家峪村、二道沟村、头道沟村、小口村、遥桥峪村、新城子村、巴各庄村、太古石村、吉家营村、苏家峪村、塔沟村、大树洼村和坡头村。其中，花园村黑谷关是北京市的最东点，也是密云与滦平县、承德县、兴隆县的四县交界点。

## 中国传统村落
2013年8月，吉家营村获批第二批中国传统村落。